# Karl Konrad von Beroldingen
Karl Konrad von Beroldingen (Lugano, 1624 – Lugano, 1706) è stato un diplomatico e militare svizzero.

## Biografia
Figlio di Sebastian, signore di Sonnenberg, colonnello mercenario al servizio del re di Spagna, che fu a Lugano capitano generale e cancelliere, e di Emma von Roll zu Emmenholz. Come il padre fu colonnello e imprenditore militare al servizio della Spagna. Nel baliaggio luganese fu dal 1638 al 1673 cancelliere e capitano generale.
Nel 1669 gli venne affidato il feudo di Magliaso unico di tutta la svizzera italiana. Rappresentò in varie diete gli interessi dell'ambasciata spagnola presso i confederati. L'imperatore Leopoldo lo elevò al rango di barone nel 1691.
Fu eletto cavaliere dell'ordine di Alcantara. A Lugano edificò due importanti palazzi: il palazzo Beroldingen (demolito per edificare la Villa Ciani) nell'attuale Parco Ciani e la Villa Favorita a Castagnola in riva al lago.